# NGC 6363
NGC 6363 (również NGC 6138, PGC 60164 lub UGC 10827) – galaktyka eliptyczna (E), znajdująca się w gwiazdozbiorze Herkulesa.
Odkrył ją we wrześniu 1872 roku Édouard Jean-Marie Stephan. Ponownie obserwował ją 24 lipca 1879 roku, lecz nie zdając sobie sprawy, że to ten sam obiekt, skatalogował ją po raz drugi jako nowo odkryty obiekt. John Dreyer w swoim New General Catalogue skatalogował obie te obserwacje jako NGC 6138 i NGC 6363. Przez wiele lat sądzono, że obiekt NGC 6138 to galaktyka PGC 58070 (do tej pory wiele katalogów i baz obiektów astronomicznych stosuje taką identyfikację). Jak się jednak okazało, Stephan w swojej obserwacji z 1872 roku błędnie podał rektascensję obiektu, najprawdopodobniej wskutek błędnej identyfikacji gwiazdy odniesienia, względem której określił pozycję. Ten błąd wielkości jednej godziny stał się przyczyną błędnej identyfikacji obiektu NGC 6138.